# Байори-Великі
Байори-Великі (пол. Bajory Wielkie, нім. Groß Bajohren) — село в Польщі, у гміні Сроково Кентшинського повіту Вармінсько-Мазурського воєводства.
Населення — 104 особи (2011).
У 1975-1998 роках село належало до Ольштинського воєводства.

## Демографія
Демографічна структура станом на 31 березня 2011 року:
|          | Загалом | Допрацездатний вік | Працездатний вік | Постпрацездатний вік |
| -------- | ------- | ------------------ | ---------------- | -------------------- |
| Чоловіки | 55      | 10                 | 39               | 6                    |
| Жінки    | 49      | 11                 | 28               | 10                   |
| Разом    | 104     | 21                 | 67               | 16                   |